# Narcissus
Narcissus L. è un genere di piante  della famiglia Amaryllidaceae, diffuso in Europa e Asia.
Il termine italiano "narciso" è un cultismo dal latino "narcissus" a sua volta prestito dal greco νάρκισσος /nárkissos/ con lo stesso significato. È possibile che la forma greca sia da mettere in relazione con il verbo ναρκάω /narkáō/ "intorpidire" motivata dagli effetti delle sostanze contenute nelle piante di questa specie su animali ed esseri umani.

## Descrizione
Il genere si identifica, nell'ambito della famiglia, per la presenza di fiori isolati e apicali con paracorolla presente (gialla o rossa). Gli stami (6) sono inseriti al di sotto della paracorolla, non o poco sporgenti dal perigonio. Le foglie lineari-lanceolate sono basali, guainanti, con l'apice ottuso, di colore verde chiaro. Il bulbo è ovale-piriforme o a volte subgloboso, da cui origina lo scapo eretto e compresso, alto 20–50 cm. Il pistillo presenta un ovario infero. Il frutto è una capsula ovoidale.
Il genere comprende molte specie bulbose divise in varie sezioni, con alcune specie spontanee in Italia come il Narcissus poēticus L. - noto col nome di Narciso selvatico o Fior di maggio - diffuso nei pascoli montani dalle Alpi alla Sila o il Narcissus pseudonarcissus L. - noto volgarmente come Trombone inselvatichito.
I bulbi dei narcisi, ma anche le foglie, contengono la licorina, un alcaloide velenoso che, se ingerito, provoca disturbi neuronali e infiammazioni gastriche negli animali al pascolo o nell'uomo e, se non curato in meno di 24 ore, può provocare la morte. Sono noti avvelenamenti in quanto i bulbi possono essere erroneamente scambiati per cipolle.

## Tassonomia

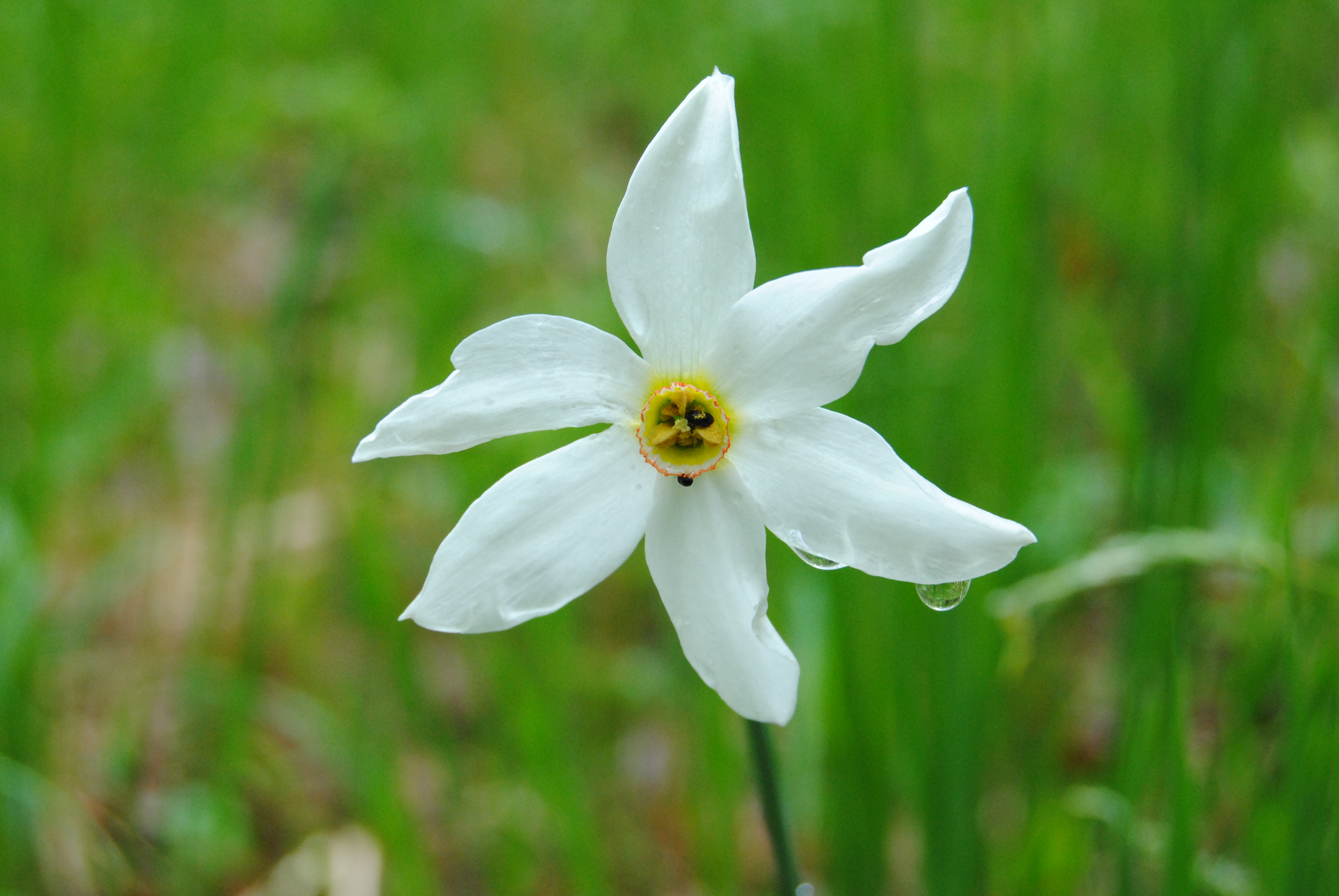
Narcissus poeticus

Il genere Narcissus comprende le seguenti specie:
- Narcissus × abilioi Fern.Casas
- Narcissus abscissus (Haw.) Schult. & Schult.f.
- Narcissus albicans (Haw.) Spreng.
- Narcissus albimarginatus D.Müll.-Doblies & U.Müll.-Doblies
- Narcissus alcaracensis S.Ríos, D.Rivera, Alcaraz & Obón
- Narcissus alcobacensis A.Fern. ex Fern.Casas
- Narcissus × alejandrei Fern.Casas
- Narcissus × alentejanus Fern.Casas
- Narcissus × alleniae Donn.-Morg.
- Narcissus × aloysii-villarii Fern.Casas
- Narcissus × andujarensis Hervás, Patino, Solís & Urrutia
- Narcissus assoanus Dufour ex Schult. & Schult.f.
- Narcissus atlanticus Stern
- Narcissus × backhousei Baker
- Narcissus × bakeri K.Richt.
- Narcissus bellirius Fridl.
- Narcissus bertolonii Parl.
- Narcissus bicolor L.
- Narcissus × boutignyanus Philippe
- Narcissus × brevitubulosus A.Fern.
- Narcissus broussonetii Lag.
- Narcissus bujei (Fern.Casas) Fern.Casas
- Narcissus bulbocodium L.
- Narcissus × buxtonii K.Richt.
- Narcissus calcicola Mendonça
- Narcissus cantabricus DC.
- Narcissus × caramulensis P.Ribeiro, Paiva & H.Freitas
- Narcissus × cardonae Lloret & Fern.Casas
- Narcissus × carringtonii Rozeira
- Narcissus cavanillesii Barra & G.López
- Narcissus × cazorlanus Fern.Casas
- Narcissus × chevassutii Fern.Casas
- Narcissus × cofinyalensis Uribe-Ech. & Urrutia
- Narcissus × compressus Haw.
- Narcissus confusus Pugsley
- Narcissus × consolationis Fern.Casas
- Narcissus × corcyrensis (Herb.) Nyman
- Narcissus cordubensis Fern.Casas
- Narcissus cuatrecasasii Fern.Casas, M.Laínz & Ruíz Rejón
- Narcissus cuneiflorus (Salisb. ex Haw.) Link
- Narcissus cyclamineus DC.
- Narcissus × dezanus García Mart. & Silva Pando
- Narcissus dubius Gouan
- Narcissus × egabrensis J.López-Tirado
- Narcissus flavus Lag.
- Narcissus × fosteri Lynch
- Narcissus gaditanus Boiss. & Reut.
- Narcissus × galaicus González, Patino, Solís & Urrutia
- Narcissus gallaecicus Fern.Casas
- Narcissus × gatensis J.F.Álvarez, Castro Prig., P.Gómez-Murillo & Áng.Sánchez
- Narcissus × georgemawii Fern.Casas
- Narcissus gigas (Haw.) Steud.
- Narcissus grandae Áng.Sánchez, J.F.Álvarez, Castro Prig., Crystal, P.Gómez-Mur
- Narcissus × gredensis Fern.Casas
- Narcissus × hannibalis A.Fern.
- Narcissus hedraeanthus (Webb & Heldr.) Colmeiro
- Narcissus × hervasii Barra & Ureña
- Narcissus hesperidis Fern.Casas
- Narcissus hispanicus Gouan
- Narcissus × incomparabilis Mill.
- Narcissus jacetanus Fern.Casas
- Narcissus jacquemoudii Fern.Casas
- Narcissus jeanmonodii Fern.Casas
- Narcissus jonquilla L.
- Narcissus × juanae Fern.Casas
- Narcissus × kirchnerianus P.Escobar
- Narcissus × koshinomurae Fern.Casas
- Narcissus leonensis Pugsley
- Narcissus × libarensis Sánchez García & Mart.Ort.
- Narcissus × litigiosus Amo
- Narcissus macrolobus (Jord.) Pugsley
- Narcissus × maginae Fern.Casas & Susanna
- Narcissus × magnenii Rouy
- Narcissus magniobesus Fern.Casas
- Narcissus × mariae-angelorum Fern.Casas
- Narcissus × maroccanus Fern.Casas
- Narcissus marvieri Jahand. & Maire
- Narcissus matiasii Fern.Casas
- Narcissus × medioluteus Mill.
- Narcissus miniatus Donn.-Morg., Koop. & Zonn.
- Narcissus minor L.
- Narcissus moleroi Fern.Casas
- Narcissus moschatus L.
- Narcissus × munozii-alvarezii J.López-Tirado
- Narcissus munozii-garmendiae Fern.Casas
- Narcissus × neocarpetanus Rivas Ponce, C.Soriano & Fern.Casas
- Narcissus nevadensis Pugsley
- Narcissus nobilis (Haw.) Schult. & Schult.f.
- Narcissus × nutans Haw.
- Narcissus obesus Salisb.
- Narcissus obsoletus (Haw.) Spach
- Narcissus × odorus L.
- Narcissus × oiarbidei Fern.Casas & Uribe-Ech.
- Narcissus × olivensis Fern.Casas & Florencio
- Narcissus pachybolbus Durieu
- Narcissus × palentinus Fern.Casas
- Narcissus pallidiflorus Pugsley
- Narcissus papyraceus Ker Gawl.
- Narcissus × parautensis Fern.Casas & P.Gómez-Murillo
- Narcissus × perangustus Fern.Casas
- Narcissus × perezlarae Font Quer
- Narcissus peroccidentalis Fern.Casas
- Narcissus × petri-mariae Fern.Casas
- Narcissus × poculiformis Salisb.
- Narcissus poeticus L.
- Narcissus × ponsii-sorollae Fern.Casas
- Narcissus portensis Pugsley
- Narcissus portomosensis A.Fern. ex Fern.Casas
- Narcissus primigenius (Fern.Suárez ex M.Laínz) Fern.Casas & M.Laínz
- Narcissus pseudonarcissus L.
- Narcissus × pugsleyi Fern.Casas
- Narcissus × pujolii Font Quer
- Narcissus × pyrenaicus Dorda, Rivas Ponce & Fern.Casas
- Narcissus × rafaelii Patino & Uribe-Ech.
- Narcissus × repulloi J.López-Tirado
- Narcissus × richardianus P.Escobar
- Narcissus × rogendorfii Batt. & Trab.
- Narcissus romieuxii Braun-Blanq. & Maire
- Narcissus × romoi Fern.Casas
- Narcissus rupicola Dufour
- Narcissus × rupidulus Fern.Casas & Susanna
- Narcissus salmonii Fern.Casas
- Narcissus saltuum Fern.Casas
- Narcissus scaberulus Henriq.
- Narcissus segurensis S.Ríos, D.Rivera, Alcaraz & Obón
- Narcissus serotinus L.
- Narcissus × sexitanus Fern.Casas
- Narcissus × somedanus Fern.Casado, Nava & Suárez Pérez
- Narcissus supramontanus Arrigoni
- Narcissus tazetta L.
- Narcissus × tenuior Curtis
- Narcissus tortifolius Fern.Casas
- Narcissus triandrus L.
- Narcissus × trianoi J.López-Tirado
- Narcissus × trilobus L.
- Narcissus × tuckeri Barra & G.López
- Narcissus × turrensis Tucker ex De Bellard & Hervás
- Narcissus × urrutiae Fern.Casas & Uribe-Ech.
- Narcissus vilchezii P.Gómez-Murillo & Hervás
- Narcissus × villasrubiensis González, Patino, Solís & Urrutia
- Narcissus viridiflorus Schousb.
- Narcissus vitekii P.Escobar
- Narcissus watieri Maire
- Narcissus × weickertii Sánchez Gullón & Castro Prig.
- Narcissus willkommii (Samp.) A.Fern.
- Narcissus × xanthochlorus Fern.Casas
- Narcissus × xaverii Nava & Fern.Casado
- Narcissus yepesii S.Ríos, D.Rivera, Alcaraz & Obón

### Sezioni
- Narcissus sect. Ajax (Salisb. ex Haw.) Dumort.
- Narcissus sect. Angustifolii (A. Fernandes) Fern. Casas
- Narcissus sect. Apodanthi A. Fern., 1966
- Narcissus subsect. Apodanthi (A. Fern.) D.A. Webb, 1978
- Narcissus sect. Aurelia (Gay) Baker
- Narcissus sect. Braxireon (Rafin.) B. Valdés
- Narcissus sect. Bulbocodii DC., 1815
- Narcissus sect. Cyclaminei DC., 1815
- Narcissus sect. Dubii Fern. Casas, 1984
- Narcissus sect. Jonquillae DC., 1815
- Narcissus sect. Narcissus
- Narcissus subsect. Narcissus
- Narcissus sect. Pseudonarcissi DC., 1815
- Narcissus subsect. Reflexi D.A. Webb, 1978

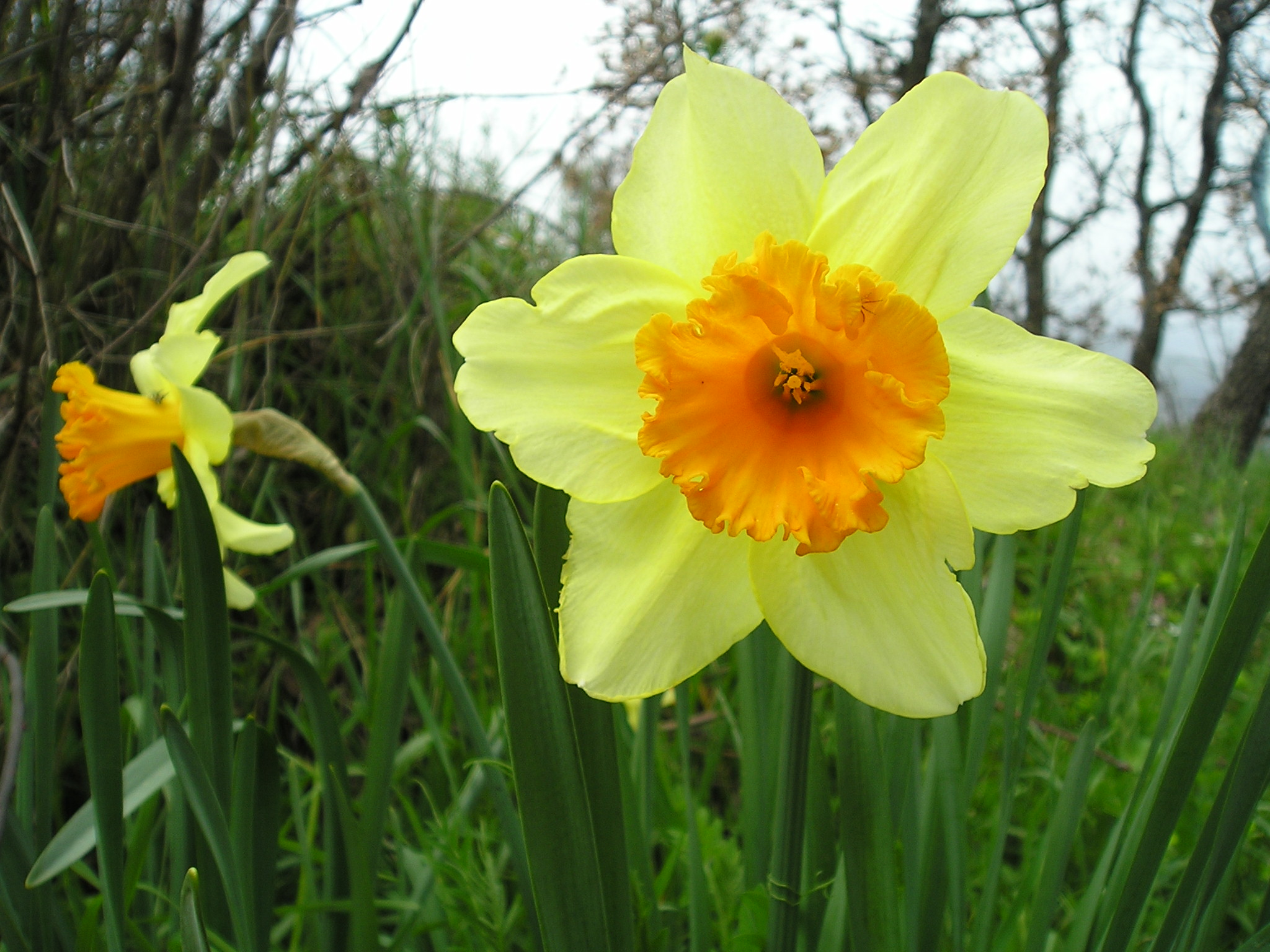
Due narcisi coltivati (Narcissus pseudonarcissus)

## Coltivazione
Può essere coltivato in qualsiasi terreno da giardino, purché abbia un basso contenuto di carbonio (evitare i terreni torbosi), preferibilmente soffice, profondo e ben concimato. Utilizzare fertilizzanti poveri in azoto, ma ricchi in fosforo e potassio, durante la fioritura e nel periodo immediatamente successivo. Annaffiare frequentemente, affinché non manchi l'acqua, in particolare in caso di prolungata siccità in primavera e prima dell'ingiallimento delle foglie, fino al loro completo invecchiamento. Solitamente non è necessario annaffiare in autunno e inverno.
 La moltiplicazione avviene per mezzo dei bulbi piantati in settembre-ottobre. Le cultivar forzate vengono coltivate sotto serre mobili con o senza riscaldamento.

### Varietà
- Narcissus tête à tête:  i fiori sono composti da una corolla e una paracorolla gialle[5].
- Narcissus Gold Medal:  i fiori sono gialli (sia corolla che paracorolla). In alcune regioni dell'Elvezia centro-orientale questa varietà è denominata "Nastruzzo".
- Narcissus Jack Snipe: i fiori sono composti da una corolla bianca e una paracorolla gialla.

## Avversità

### Insetti
- Larve di Lampetia equestris F. penetrano nei bulbi nutrendosene.
- Mosca dei bulbi, larve di Eumerus strigatus Fall. penetrano nei bulbi nutrendosene.
- Galeruca del narciso, larve di Exosoma lusitanica L. penetrano nei bulbi divorandoli, gli adulti si nutrono dei fiori in primavera.

### Acari
- Acaro del bulbo, Rhizoglyphus echinopus Fum. et Robin., microscopico acaro biancastro; provoca erosioni nei tessuti del bulbo, aprendo la strada ad infezioni fungine o batteriche.

### Funghi
- Marciume bianco, l'attacco di Rosellinia necatrix (Hart.) Berl. provoca il disfacimento di bulbi e radici, con rapido deperimento e morte delle parti epigee.
- Marciume delle foglie e dei fiori, l'attacco di Botrytis narciyssicola causa macchie brunastre sui fiori e bruno-grigiastre sulle foglie, a cui segue il marciume dell'intera pianta che si ricopre di muffa grigia.
- Marciume grigio, i bulbi colpiti da Sclerotinia sp. presentano marciume con sviluppo di micelio biancastro fioccoso tra le squame, con produzione di gruppi di sclerozi nerastri al collo del bulbo, cui segue il marciume della parte basale delle foglie.
- Marciume scuro del bulbo, l'attacco di Fusarium bulbigenum Cke. et Mass. provoca macchie bruno-rossicce sulle squame dei bulbi, con avvizzimento della parte epigea.
- Muffa bianca, l'attacco di Ramularia vallisumbrosae Cav. provoca macchie oblunghe bianco-giallastre decolorate e ricoperte da uno strato pruinoso biancastro.
- Muffa verde, i funghi del genere Penicillium provocano marciumi nei bulbi conservati in magazzini caldo-umidi e non arieggiati.
- Seccume, le foglie colpite da Heterosporium gracile (Wallr.) Sacc., presentano macchie brune dal contorno grigio-giallastro che successivamente seccano perforandosi al centro.

### Virus
- Maculature fogliari, l'attacco virale provoca chiazze verde-chiaro e giallastre sulla superficie fogliare.

## Usi
Si utilizza per aiuole, prati fioriti, nei giardini o in vaso per terrazzi e appartamenti, industrialmente per la produzione del fiore reciso, anche forzato. Nell'industria dei profumi si utilizzano alcune parti del narciso per ricavarne essenze.
Da ricordare che il bulbo del narciso contiene la narcisina, un alcaloide molto velenoso, che può essere pericoloso per gli animali e rivelarsi letale per l'uomo. La sua ingestione accidentale può condurre alla morte in sole 24 ore. Difficilmente a qualcuno verrà voglia di mangiare un bulbo, ma il problema in realtà sussiste per via della sua somiglianza ad un tipo di cipolla.

## Mitologia

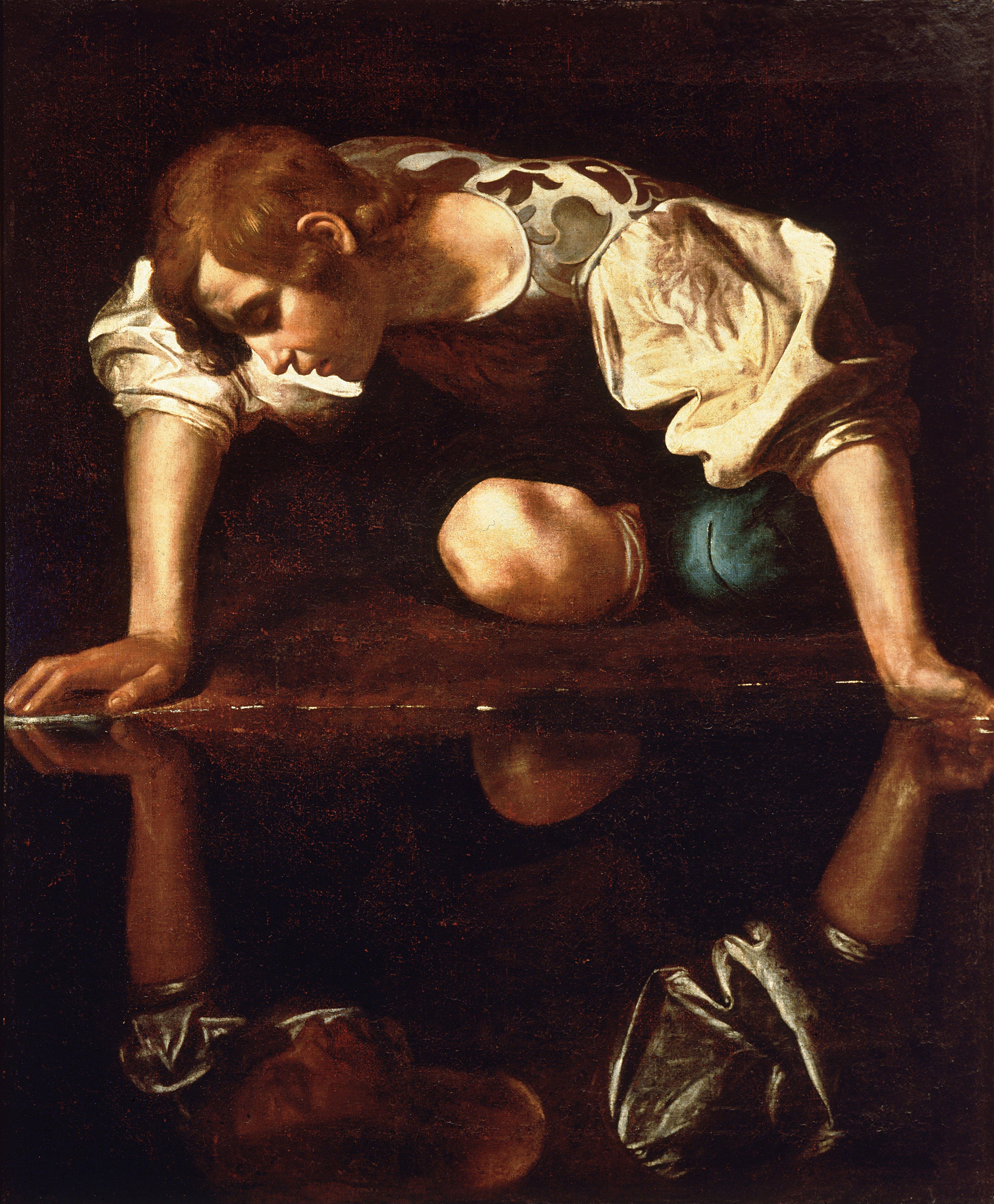
Caravaggio, Narciso (1594-1596). Roma, Galleria nazionale d'arte antica.

Nella mitologia greca Narciso è un personaggio famoso per la sua bellezza. Figlio della ninfa Liriope e del dio fluviale Cefiso (o, secondo un'altra versione, di Selene ed Endimione) nel mito appare incredibilmente crudele, in quanto rifiuta ogni persona che lo ama. A seguito di una punizione divina si innamora della sua stessa immagine riflessa in uno specchio d'acqua e muore cadendo nel fiume in cui si specchiava. Esistono diverse versioni del mito: una proviene dai papiri di Ossirinco ed è attribuita a Partenio; un'altra si trova nelle Narrazioni di Conone, datata fra il 36 a.C. e il 17 d.C.; mentre le più note sono la versione di Ovidio, contenuta nelle Metamorfosi e quella di Pausania, proveniente dalla sua Guida o Periegesi della Grecia.